# Kevin Smith
Kevin Patrick Smith (Red Bank, Nueva Jersey; 2 de agosto de 1970) es un guionista y director de cine estadounidense y el fundador de View Askew Productions. También es conocido como escritor de cómics.
Las películas de Smith suelen estar protagonizadas por los mismos actores, que incluyen a Jason Lee, Ben Affleck, Ali Larter, Jason Mewes y Matt Damon. En sus películas también han participado otros actores famosos como Salma Hayek, Chris Rock, Jason Biggs, Shannen Doherty, George Carlin, Shannon Elizabeth, Ethan Suplee, Joe Quesada, Eliza Dushku, Stan Lee y Alanis Morissette. Kevin Smith aparece en la mayor parte de sus películas (a excepción de Una chica de Jersey y Zack and Miri Make a Porno) y siempre haciendo el mismo papel, el de Bob el Silencioso ("Silent Bob").
Fue coproductor ejecutivo de la película Good Will Hunting, en 1998, ayudando a sus amigos Matt Damon y Ben Affleck a realizar su película y con el marketing de la misma. Después Damon y Affleck recibieron un premio Óscar por su guion, aunque algunos críticos alegan que Smith fue el responsable del mismo, rumor que este niega vehementemente. En la cinta Jay y Bob el Silencioso contraatacan hay una referencia al hecho de que Smith les haya ayudado a promocionar la película.
Es un conocido autor de cómics. Escribió para Marvel Comics historias de Daredevil y Spider-Man / Black Cat, y para DC Comics, y además tiene un cameo en la película Daredevil (2003), protagonizada por Ben Affleck. En dicha película interpreta a un forense que se llama Kirby, por Jack Kirby, una afamado dibujante de cómics. Joe Quesada es el dibujante que le acompañó en su etapa de guionista del cómic de Daredevil. Quesada actualmente es redactor jefe de Marvel Comics.
También ha hecho cómics sobre sus propias películas, incluyendo tres cómics: Clerks, Persiguiendo a Dogma, que tiene lugar entre las películas Persiguiendo a Amy y Dogma, y Bluntman y Chronic, el cómic creado por Banky y Holden en Persiguiendo a Amy. Kevin ha dicho durante años que escribiría otros cómics basados en sus películas, incluyendo Mallrats 2, una secuela de Mallrats, y Bartleby y Loki, basada en los personajes de Dogma, aunque no han sido publicados. En 1999 ganó un premio Harvey por sus logros en los cómics. Ha recibido numerosas críticas sobre la tardanza con la que completa sus historietas.
Es conocido por reescribir guiones, incluyendo un borrador de la película Bar Coyote. Aunque de acuerdo con sus declaraciones, ningún diálogo de su guion apareció finalmente en dicha cinta.

## Biografía
Kevin Smith nació y se crio en Chapatales Highlands, Nueva Jersey, ciudad de la que se siente muy orgulloso, lo cual se puede constatar en todas sus películas. Su primera película, Clerks, fue filmada en la tienda en la cual trabajaba y para hacerla tuvo que vender su colección de cómics que recuperó tras el éxito de la misma. Ganó el premio más importante en el festival de Sundance, en 1994, y fue distribuida posteriormente por los estudios Miramax. Es una de las películas que más recaudación obtuvo respecto a lo que costó tras The Blair Witch Project La película caló tan bien que los estudios firmaron a Smith para que hiciera más películas; la siguiente fue Mallrats. Durante el rodaje, Smith reunió a sus amigos y estrellas cercanas de su próxima película, Ben Affleck y Jason Lee y su nueva novia, Joey Lauren Adams. Smith ha dicho que su relación con Adams fue una inspiración para su siguiente película, Persiguiendo a Amy, el drama de la comedia de Smith que ganó unos pocos premios independientes. Por la misma época de Persiguiendo a Amy, conoció a la que sería su esposa, Jennifer Schwalbach.
Después de Persiguiendo a Amy, Smith dirigió Dogma, una película polémica acerca de la cristiandad. La esposa de Smith dio a luz a su primera hija, Harley Quinn Smith (en honor al personaje de Batman y extraña pareja sentimental del Joker, la villana Harley Quinn). Harley Quinn y Jennifer tienen dos pequeños papeles en la que sería su próxima película, Jay y Bob el Silencioso contraatacan. En esta comedia, los héroes de culto Jay y Bob el Silencioso quieren parar la producción de una película que se hace acerca de ellos, encontrar el amor verdadero y salvar a su mono.
Smith ha escrito también guiones para Daredevil o Green Arrow. Escribió también un guion para una película nueva de Superman, pero le hicieron dejar el proyecto. Smith tiene tres películas más en las que trabajar para los próximos años y ha abierto una tienda de cómics, tiene una compañía de producción, escribe artículos para la revista Arena, y elabora los cortometrajes del show de Jay Leno.
Sus últimas películas hasta el momento han sido la segunda parte de su exitoso primer filme, llamada Clerks II y la película Zack and Miri make porno. Es consultor creativo y dirigió el primer episodio de la serie Reaper.
Kevin fue contratado por New Line para reescribir Overnight Delivery (1998), de la cual solo se esperaba que se convirtiera en otra mala película americana de videoclub. La novia de por aquel entonces de Kevin Smith, Joey Lauren Adams, casi toma el papel de Ivy en la película en lugar de la protagonista en Persiguiendo a Amy. Finalmente el papel recayó sobre Reese Witherspoon y Overnight Delivery pasó directamente a Video. Su participación en la película fue revelada cuando Kevin escribió una columna en internet www.viewaske.com.

## Filmografía

### Películas

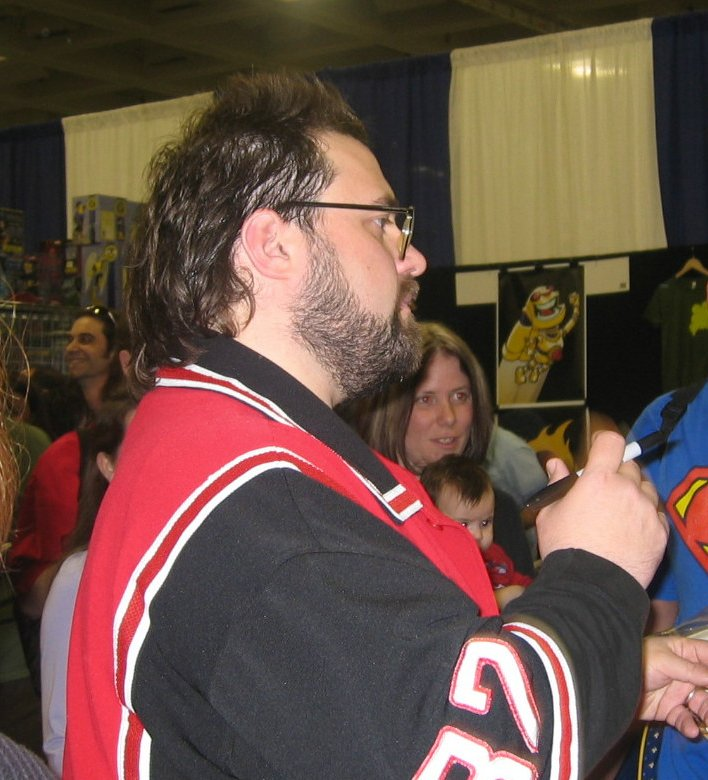
Kevin Smith firmando autógrafos en el View Askew caseta, Wondercon 2005.

| Director, guionista | Director, guionista            | Director, guionista  |
| Año                 | Película                       | Notas                |
| ------------------- | ------------------------------ | -------------------- |
| 1994                | Clerks                         |                      |
| 1995                | Mallrats                       |                      |
| 1997                | Chasing Amy                    |                      |
| 1999                | Dogma                          |                      |
| 2001                | Jay and Silent Bob Strike Back |                      |
| 2004                | Jersey Girl                    |                      |
| 2006                | Clerks II                      |                      |
| 2008                | Zack and Miri make a porno     |                      |
| 2010                | Cop Out                        | Solamente director   |
| 2011                | Red State                      |                      |
| 2014                | Tusk                           |                      |
| 2016                | Yoga Hosers                    |                      |
| 2016                | Holidays                       | Segmento "Halloween" |
| 2019                | Jay and Silent Bob Reboot      |                      |
| 2020                | KillRoy Was Here               |                      |
| 2022                | Clerks III                     |                      |

| Actor | Actor                                | Actor                         | Actor |
| Año   | Película                             | Personaje                     | Notas |
| ----- | ------------------------------------ | ----------------------------- | ----- |
| 1994  | Clerks                               | Bob "el Silencioso"           |       |
| 1995  | Mallrats                             | Bob "el Silencioso"           |       |
| 1997  | Persiguiendo a Amy                   | Bob "el Silencioso"           |       |
| 1999  | Dogma                                | Bob "el Silencioso"           |       |
| 2000  | Scream 3                             | Bob "el Silencioso"           |       |
| 2001  | Jay y Bob el Silencioso contraatacan | Bob "el Silencioso"           |       |
| 2003  | Daredevil                            | Jack Kirby (ayudante forense) |       |
| 2006  | Bottoms Up                           | Rusty #2                      |       |
| 2006  | Clerks II                            | Bob "el Silencioso"           |       |
| 2007  | Live Free or Die Hard                | Freddy Kaludis "el Brujo"     |       |
| 2007  | Catch and Release                    | Sam                           |       |

### Televisión
| Año         | Programa                      | Episodios | Notas                                         |
| ----------- | ----------------------------- | --- | --------------------------------------------- |
| 2000 - 2001 | Clerks                        | Todos | Serie animada basada en su ópera prima Clerks |
| 2003        | Duck Dodgers                  | "The Green Loontern"                                                                                                | Interpreta a Hal Jordan                       |
| 2005 - 2009 | Degrassi: The Next Generation | "Paradise City" (Partes 1-4) "The Lexicon of Love" (Partes 1-2) "Goin' Down the Road" (Partes 1-2) "West End Girls" |                                               |
| 2016        | The Flash                     | "The Runaway Dinosaur", "Killer Frost", "Null and Annoyed".                                                         |                                               |
| 2019        | The Big Bang Theory           | "12x16 - Calabozos y Dragones" "8x20 - The Fortification Implementation"                                            |                                               |
| 2022        | Warped!                       | "1x06 Plagiarized"                                                                                                  |                                               |

## Cómics

### Marvel
- Marvel Knights Daredevil El Hombre Sin Miedo (Marvel Knights Daredevil The Man Without Fear 1 a 8 USA). Primeros números de la histórica Marvel Knights que empezaba a orientar colecciones Marvel hacia adultos con escritores de prestigio y que dio comienzo con Daredevil. Esta etapa de Daredévil también es conocida como Daredevil: Diablo Guardián. La trama gira en torno a un bebé que una misteriosa joven entrega a Daredevil y que podría ser el Mesías cristiano o el Anticristo, con apariciones de Spiderman, La Viuda Negra y el Doctor Extraño. Recopilados en España en un tomo por Panini y publicados en grapa por Fórum. (1998 - 1999).
- Spider-Man y la Gata Negra. El Mal Que Hacen Los Hombres (Spiderman and the Black Cat "The Evil That Men Do" 1 - 6 USA). Orientado a adultos por su temática (la violación y los abusos sexuales). Revelaciones sobre el origen de la Gata Negra y actualización de su relación con Spiderman, con la participación de Daredevil y la aparición de Rondador Nocturno. Kevin Smith se retrasó en la entrega de los guiones de los 3 últimos números y el final fue muy esperado durante años. Recopilados en España en un tomo Marvel Deluxe por Panini (2002 - 2006).

## Premios y distinciones
Festival Internacional de Cine de Cannes
| Año  | Categoría            | Película | Resultado |
| ---- | -------------------- | -------- | --------- |
| 1994 | Película extranjera  | Clerks   | Ganador   |
| 1994 | Premio Mercedes-Benz | Clerks   | Ganador   |